# Pull Request

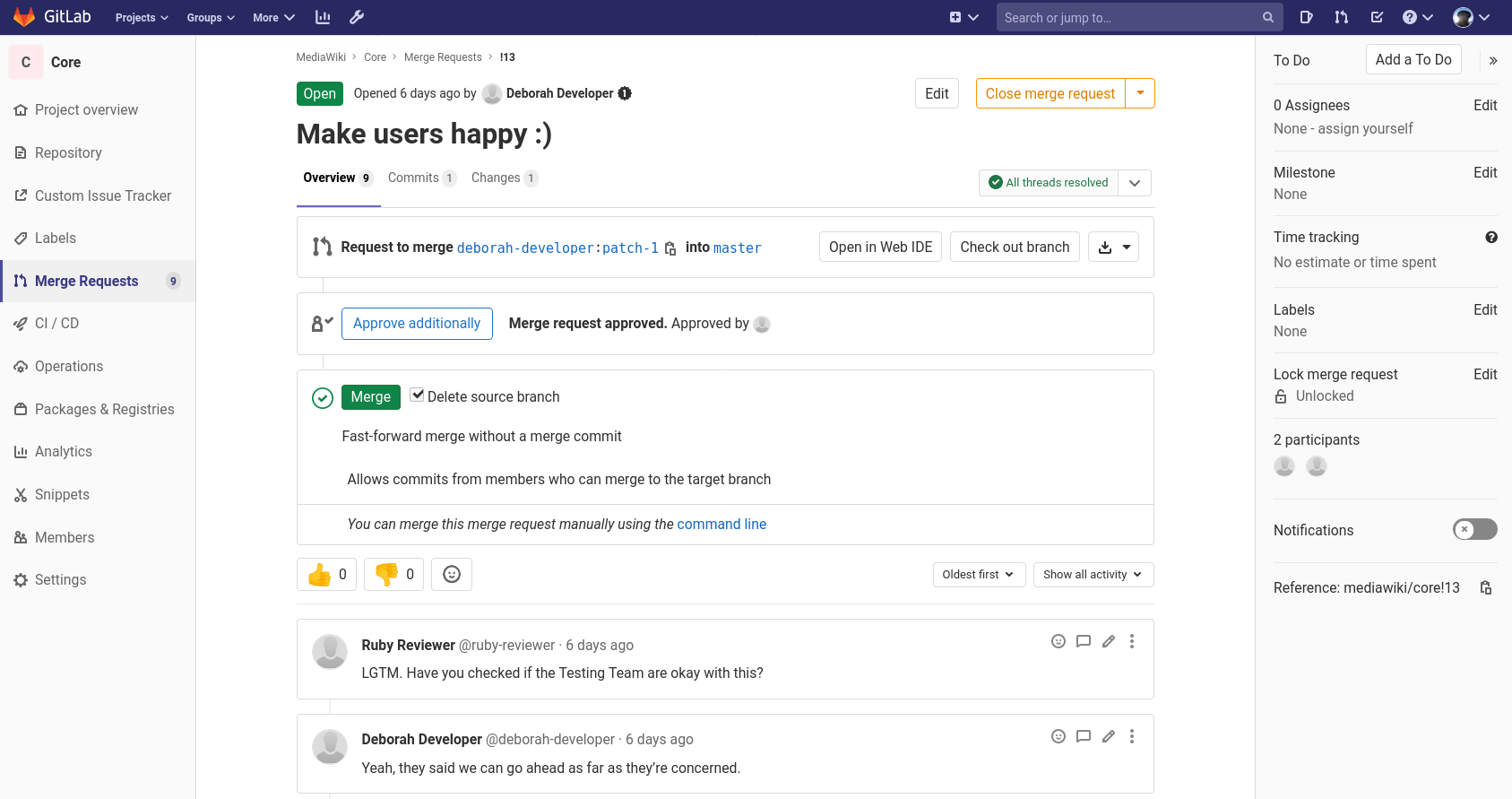
Merge Request auf GitLab

Ein Pull Request oder Merge Request bezeichnet in der Versionsverwaltung einen (webbasierten) Arbeitsablauf, Quellcode-Änderungen in Softwareprojekten vorzunehmen. Der Begriff wurde von Onlinediensten zur Versionsverwaltung geprägt und geht auf Operationen der Versionsverwaltungssysteme zurück (git pull bzw. git merge). Pull Requests sind also nicht direkt über git selbst möglich.
Ziel eines Pull Requests ist, Änderungen aus einem Branch in die eigentliche Quellcode-Basis (Upstream) zu übernehmen. Wird ein Pull Request akzeptiert, so spricht man von einem Merge, wird er geschlossen, so spricht man von einem Close.

## Versionsverwaltungsdienste mit Pull Requests
Die Onlinedienste bieten (typischerweise webbasierte) Möglichkeiten zum Review und zur Kommentierung dieser Änderungen. Die Zusammenarbeit mehrerer Personen an einem Projekt wird dadurch vereinfacht. Bevor der geänderte Code in die Basisversion einfließt, kann er von anderen Personen begutachtet und verbessert werden.
- Azure DevOps Server
- Bitbucket[4]
- GitHub[1]
- GitLab[5]